# Šinkovica Bednjanska
Šinkovica Bednjanska – wieś w Chorwacji, w żupanii varażdińskiej, w gminie Bednja. W 2011 roku liczyła 121 mieszkańców.